# Ulrike Haidacher

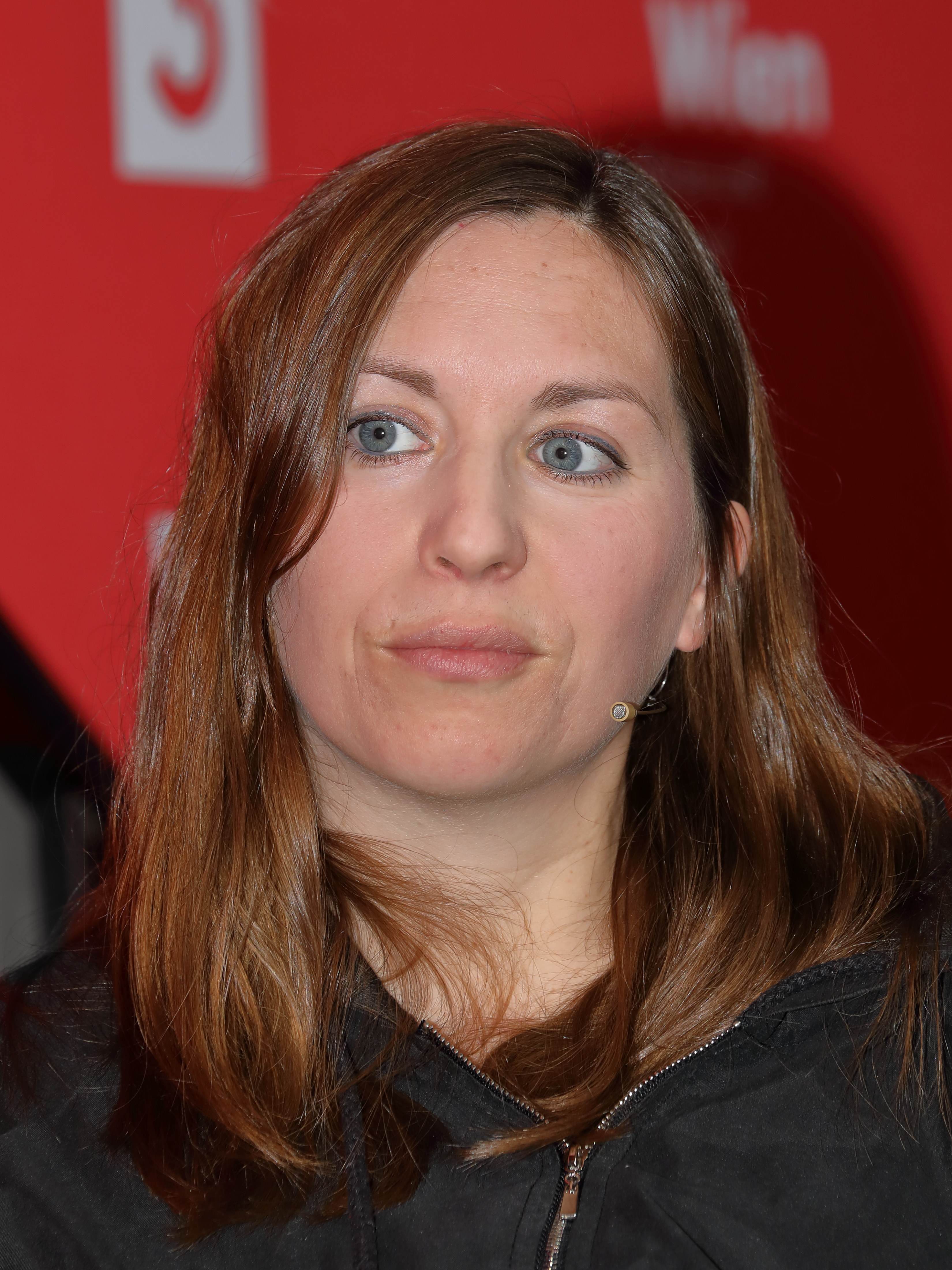
Ulrike Haidacher (2024)

Ulrike Haidacher (* 18. August 1985 in Graz) ist eine österreichische Autorin und Kabarettistin.

## Leben
Ulrike Haidacher wuchs in Leoben und Graz auf. Sie begann ein Germanistikstudium in Graz und schloss es in Wien ab.
2009 gewann sie gemeinsam mit Antonia Stabinger den Kleinkunstwettbewerb Grazer Kleinkunstvogel. Zwischen 2009 und 2024 waren sie als Theaterkabarett-Duo Flüsterzweieck auf den deutschsprachigen Kleinkunstbühnen unterwegs und wurden mit mehreren Preisen (u. a. Österreichischer Kabarettpreis 2017) ausgezeichnet. Seit 2012 schreiben und spielen Flüsterzweieck satirische Kolumnen für den österreichischen Hörfunksender FM4.
2018 brachte Haidacher ihr erstes Soloprogramm Aus Liebe auf die Bühne. Regie führte Dieter Woll, die Premiere fand im Kabarett Niedermair Wien statt. In der abendfüllenden Solo-Show spielte Ulrike Haidacher alle neun auftretenden Figuren selbst. Der Wiener Falter fand das Programm unsagbar lustig und schrieb, dass es „klug mit den Genres spielt“.
Für ihren Debütroman Die Party. Eine Einkreisung (Leykam 2021) erhielt sie das Startstipendium für Literatur des Bundeskanzleramts Österreichs. 2022 wurde „Die Party. Eine Einkreisung“ mit dem Peter-Rosegger-Literaturpreis ausgezeichnet und 2024 am Schauspielhaus Graz mit Marlene Hauser als Darstellerin uraufgeführt.
Von Klaus Kastberger wurde sie 2024 zum Ingeborg-Bachmann-Wettbewerb eingeladen und las dort ihren Text Schwestern.

## Bühnenprogramme
- 2018: „Aus Liebe“, Premiere: 14. November 2018, Kabarett Niedermair Regie: Dieter Woll

## Werke
- Die Party. Eine Einkreisung. Roman. Leykam-Buchverlag, Graz, Wien 2021, ISBN 978-3-7011-8207-7.
- Malibu Orange. Leykam-Buchverlag, Graz, Wien 2024, ISBN 978-3-7011-8350-0.

## Preise und Stipendien
- 2019: Startstipendium für Literatur
- 2022: Peter-Rosegger-Literaturpreis
- 2022: Österreichischer Literaturpreis für Erzählungen
- 2024: Nominierung für den Ingeborg-Bachmann-Preis